# Johan Gustaf Stockenberg
Johan Gustaf Stockenberg, även Johann Gustav Stockenberg och Gustav Jansson Stockenberg, född före 1660, död omkring 1710 i Reval (nuvarande Tallinn), var en svensk skulptör, bildsnidare och stenhuggare verksam i slutet av 1600-talet. 

## Biografi

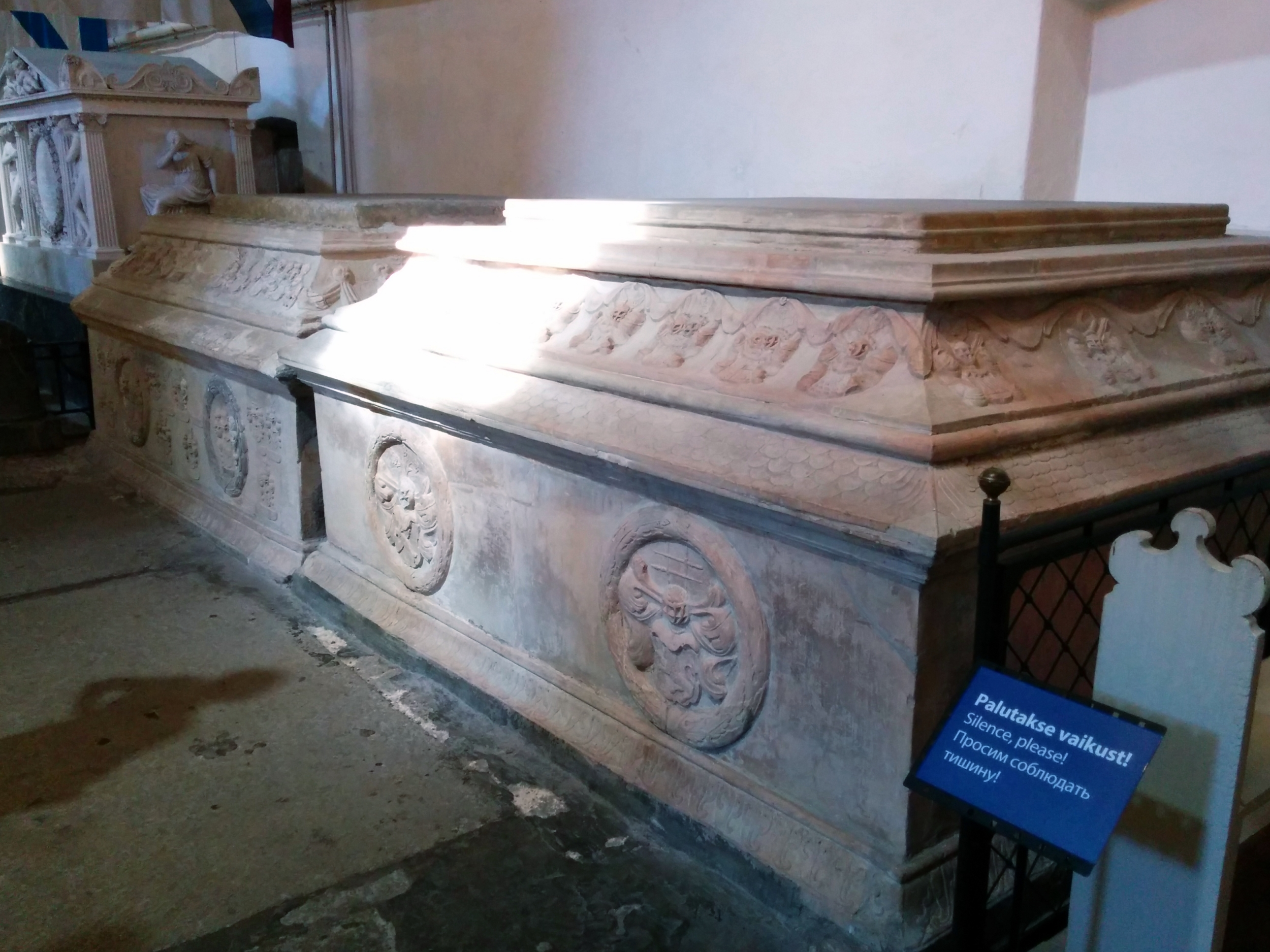
Fabian von Fersens gravmonument i Tallinns domkyrka.

Stockenberg var större delen av sin verksamhetsperiod verksam i Reval i de svenska delarna av Estland men levererade även arbeten till Narva. Bland hans verk märks gravmonumenten över fältmarskalkarna Otto Wilhelm och Fabian von Fersen samt hans maka i Tallinns domkyrka.
Stockenberg anklagades 1688 för bönhaseri eftersom han utförde stenhuggeriarbeten för ingången till Maardu herrgården.
Han var gift med Magdalena Lamoureux, en syster till Abraham César Lamoureux.

## Bilder
| - Otto Wilhelm von Fersens gravmonument. - Otto Wilhelm von Fersens gravmonument (detalj). - Otto Reinhold von Taubes gravmonument i Tallinns domkyrka. |